# Bernhardt Edskes

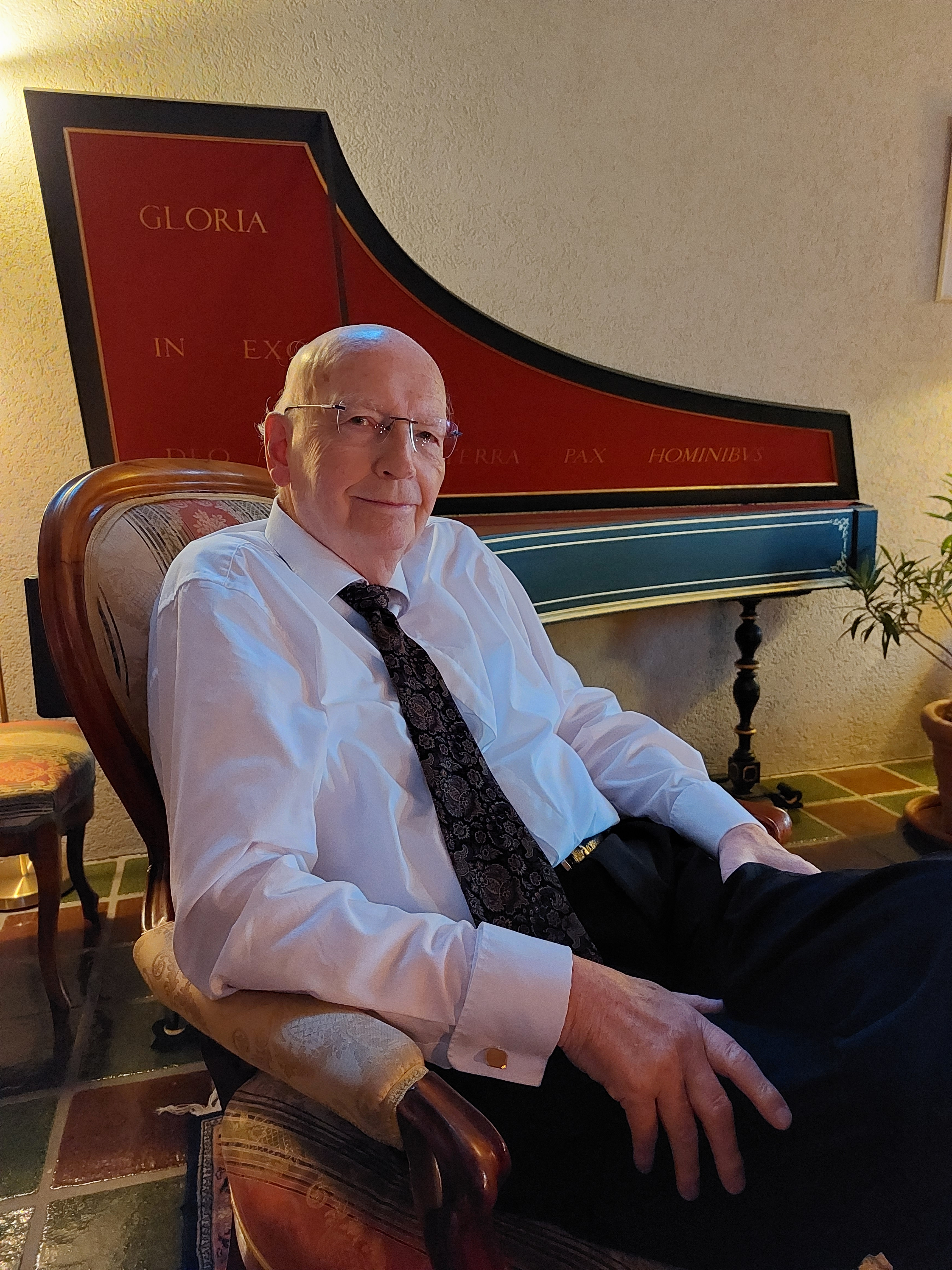
Bernhardt Edskes, Weihnachten 2021

Bernhardt H. Edskes (* 28. Oktober 1940 in Groningen; † 21. September 2022 in Wohlen) war ein niederländisch-schweizerischer Organist, Orgelsachverständiger und Orgelbauer in Wohlen.

## Leben
Bernhardt Hilbrand Edskes wurde als Sohn von Albert Hendrik Edskes und von Grietje de Graaf geboren und wuchs in Groningen als jüngster von vier musikalischen Brüdern auf. Seit der ersten Klasse erhielt er Klavier- und Orgelunterricht und wurde mit 13 Jahren stellvertretender Organist an der Schnitger-Orgel in Noordbroek und mit 15 Jahren Hauptorganist an der Schnitger-Orgel in Uithuizen. Neben der Musik beschäftigte er sich mit Malerei und Zeichnen und vertiefte dies an der Groninger Kunstakademie.
Infolge der Flutkatastrophe von 1953 mussten zahlreiche neue Orgeln in den Niederlanden gebaut werden, für die auch die Schweizer Firma Metzler Aufträge erhielt. Bernhardt Edskes entwarf mehrere Orgelneubauten für diese Firma. Im Jahr 1963 zog er in die Schweiz und wurde bei Metzler künstlerischer Leiter für äußere Gestaltung und die klangliche Konzeption. Er heiratete 1966 Doris Edskes geb. Utzinger, mit der er zwei Töchter hatte. Nach zwölf Jahren Tätigkeit bei Metzler machte er sich im Jahr 1975 mit einer eigenen Werkstatt in Wohlen selbstständig.
Jahrelang war Edskes Vorsitzender des Schweizerischen Organisten-Verbandes und Dozent für Orgelbau an der Schola Cantorum Basiliensis sowie am Konservatorium Winterthur. Er gab Konzerte in ganz Europa, hielt Vorträge über den Orgelbau und spielte verschiedene CD-Aufnahmen ein. Zudem war er bis 2000 Organist an der Kirche St. Josef in Dietikon.
Andreas Boesch, seit 2000 Mitarbeiter im Betrieb, übernahm 2005 die technische Projektplanung. Seit März 2019 ist er Geschäftsführer und Inhaber der Orgelbau Edskes GmbH.

## Werk
Edskes ist für seine konsequente Restaurierungspraxis und Rekonstruktionen von Orgeln aus Renaissance und Barock bekannt, hat aber auch Orgeln aus dem 19. Jahrhundert restauriert und eigenständige Neubauten verwirklicht. Wie für seinen Bruder, den Groninger Organologen Cornelius H. Edskes, bildete das Werk von Arp Schnitger Mittelpunkt und konzeptionelle Orientierung für etliche seiner Neubauten. Kennzeichnend für Edskes historisierende Orgelneubauten war die völlig gleichmäßige Intonation. Unregelmäßigkeiten bewusst einzubauen, um eine Orgel älter erscheinen zu lassen, hielt er für pseudoromantisch. Daneben baute Edskes besaitete Tasteninstrumente wie Cembali und Clavichorde.

## Werkliste (Auswahl)
Die Größe der Instrumente wird in der fünften Spalte durch die Anzahl der Manuale und die Anzahl der klingenden Register in der sechsten Spalte angezeigt. Ein großes „P“ steht für ein selbstständiges Pedal, ein kleines „p“ für ein angehängtes Pedal.
| Jahr            | Ort                        | Kirche                                                 | Bild | Manuale | Register | Bemerkungen |
| --------------- | -------------------------- | ------------------------------------------------------ | ---- | ------- | -------- | --- |
| 1975            | Willisau                   | Musikinstrumentensammlung                              |      | I       | 1        | Restaurierung des Regals von Johannes Christophorus Pfleger (1644); 1991 von Edskes für Kloster Muri nachgebaut |
| 1983            | Zürich-Witikon             | Maria Krönung                                          |      | II/P    | 27       | zusammen mit Armin Hauser; angelehnt an Arp Schnitger |
| 1985            | Basel                      | Predigerkirche                                         |      | II/p    | 11       | Neubau als Schwalbennestorgel in Zusammenarbeit mit Sebastian Blank; Pedal in der Tiefe mit eigenen Pfeifen |
| 1988            | Nieuw Scheemda             | Dorpskerk                                              |      | I/p     | 8        | Restaurierung des Positivs von Arp Schnitger (1695) |
| 1988–1989       | Regensburg                 | Minoritenkirche (Historisches Museum)                  |      | II/P    | 11       | Rekonstruktion der Schwalbennestorgel (15./16. Jahrhundert) nach einem Dispositionsentwurf von Caspar Sturm (1583) → Orgel |
| 1990            | Stansstad                  | ökumenisches Kirchenzentrum                            |      | II/P    | 16       | → Orgel |
| 1992            | Muri                       | Klosterkirche St. Martin                               |      | I       | 4        | Nachbau des Chorpositivs von Karl Joseph Maria Bossart (1777/1778) |
| 1992            | Zug                        | Verenakapelle am Zugerberg                             |      | I       | 6        | → Orgel |
| 1992–1993       | Reepsholt                  | St. Mauritius                                          |      | II/p    | 17       | Restaurierung der Orgel von Johann Friedrich Wenthin (1788/89) |
| 1993            | Münzbach                   | Pfarrkirche Münzbach                                   |      | II/P    | 15       | Restaurierung der Orgel von Franz Lorenz Richter (1764) in Zusammenarbeit mit Orgelbau Kögler → Orgel |
| 1994            | Basel                      | Waisenhaus-Kirche                                      |      | II/P    | 22       | Nachbau der Orgel von Arp Schnitger (1693–1694) im Hamburger Zustand → Orgel der Grasberger Kirche |
| 1994            | Steyr                      | Benediktinerstift Gleink                               |      | II/P    | 20       | Neubau hinter historischem Gehäuse von Johann Ignaz Egedacher (1732) |
| 1995            | Linz                       | Marienkapelle des Konservatoriums für Kirchenmusik     |      | II/P    | 12       | |
| 1995            | Clauen                     | Kirche Clauen                                          |      | I/p     |          | Restaurierung der Orgel von Gottfried Fritzsche (1621/22), die 1725/26 durch Johann Andreas Graff eingreifend umgebaut wurde |
| 1996            | Hardegsen                  | St. Mauritius                                          |      | II/P    | 30       | Neubau mit Verwendung weniger erhaltener Originalteile des Orgelgehäuses von Johann Justus Hansen von 1784. → Orgel |
| 1997            | Aurich                     | St.-Ludgerus-Kirche                                    |      | II/P    | 15       | Neubau; Unterwerk als Flötenwerk |
| 1997            | Neufelden                  | Pfarrkirche Neufelden                                  |      | I/P     | 8        | Rekonstruktion der Brüstungsorgel von Johann Ignaz Egedacher (1720–1730) |
| 1997            | Köln-Urbach                | Friedenskirche                                         |      | II/P    | 13       | Neubau |
| 1997            | Gurten (Oberösterreich)    | Pfarrkirche Gurten                                     |      | II/P    | 13       | Neubau |
| 1996–1998       | Sack (Alfeld)              | St. Georg                                              |      | I/p     | 12       | Restaurierung der Orgel von Johann Wilhelm Gloger (1726–1728), Rekonstruktion dreier Register; weitgehend erhalten |
| 1999            | Mittenwald                 | St. Peter und Paul                                     |      | II/P    | 29       | Neubau |
| 1995–2000       | Melle                      | St. Petri                                              |      | III/P   | 37       | Restaurierung der Orgel von Christian Vater (1722–1724) → Orgel |
| 1986, 2000–2001 | Uithuizen                  | Jacobikerk                                             |      | II/P    | 28       | Restaurierung der Orgel von Arp Schnitger (1700/01) auf den Zustand von 1785; 1986 Rückpositiv, 2000/01 Hauptwerk und Pedal → Orgel der Jacobikerk Uithuizen                                                                           |
| 2001            | Mariana (Brasilien)        | Franziskanerkirche                                     |      | II/p    | 19       | Restaurierung der Orgel von Arp Schnitger (um 1712), Wiederherstellung des Zustands von 1753 (Aufstellung in Mariana) → Orgel der Kathedrale von Mariana                                                                               |
| 2002            | Tokio                      | Klosterkirche Nazareth                                 |      | II/P    | 12       | Neubau |
| 2003            | Groningen                  | Hausorgel Jan Willem van Willigen                      |      | II/P    | 10       | Neubau in Anlehnung an die Schnitger-Orgel in Uithuizen |
| 2003–2004       | Ommen                      | Het Baken                                              |      | II/P    | 21       | Neubau |
| 2004–2005       | Veenhuizen                 | Koepelkerk                                             |      | II/P    | 15       | Restaurierung und Erweiterung der Orgel von Hillebrand (1821); das Rückpositiv in der Brüstung ist nur 25 cm tief und verfügt über 5 Register                                                                                          |
| 2004–2006       | Dordrecht                  | Julianakerk                                            |      | II/P    | 32       | Neubau unter Einbeziehung der Pedalregister aus der Vorgängerorgel |
| 2007            | Termen                     | St. Josef                                              |      | II/P    | 22       | Neubau |
| 2007–2008       | Dübendorf                  | Maria Frieden                                          |      | I/P     | 8        | Restaurierung einer slowenischen Orgel von Franc Goršič (1886) in Besitz von Edskes, die in der Kirche Allerheiligen Zürich und Maria Frieden Dübendorf als Interimsorgel diente und heute in Dübendorf als Chororgel eingesetzt wird. |
| 2008            | Miyazaki                   | Lutherkirche                                           |      | II/P    | 14       | Neubau |
| 2009            | Groningen                  | „Stichting Groningen Orgelland“                        |      | I       |          | Orgelfunktionsmodell |
| 2009            | Zürich-Neuaffoltern        | Allerheiligen                                          |      | II/P    | 27       | Neubau |
| 2010–2011       | Aagtekerke                 | Gereformeerde Gemeente                                 |      | II/P    | 22       | Neubau |
| 2011            | Ranshofen                  | Pfarrkirche Braunau-Ranshofen (Ehemalige Stiftskirche) |      | II/P    | 26       | hinter historischem Gehäuse |
| 2012            | Mittenwald                 | St. Peter und Paul                                     |      | I       | 4 1⁄2    | Neubau einer Chororgel |
| 2012–2013       | Groningen                  | Het Zwitserse Huis, private Hausorgel                  |      | II/P    | 17       | Neubau im Stil von Schnitger |
| 2014            | Dübendorf                  | Maria Frieden                                          |      | II/P    | 36       | zweiteiliges Gehäuse mit freistehendem Spieltisch |
| 2015            | Ouddorp                    | Eben-Haëzerkerk                                        |      | III/P   | 40       | Umsetzung und Umbau der Orgel von Troels Krohn (1956) aus der Helleruplund Kirke mit Rückpositiv und Schwellwerk |
| 2016            | Neustadt an der Weinstraße | Stiftskirche                                           |      | II/P    | 20       | Neubau im Chorraum |
| 2017            | Groningen                  | Lutherse Kerk                                          |      | II/P    | 24       | Rekonstruktion der verlorenen Schnitger-Orgel von 1699 (II/p/16), die 1717 um ein selbstständiges Pedal erweitert wurde |
| 2018            | Gfenn (Dübendorf)          | Lazariterkirche                                        |      | II/P    | 12       | im Gehäuse von Architekt Keller (1967); mit Doppellade, Temperierung nach Arnolt Schlick (1511), wurde 2021 durch Späth Orgelbau technisch und klanglich überarbeitet und erhielt Ausbesserungen im Trakturbereich                     |
| 2019            | Westeremden (Eemsdelta)    | Andreaskerk                                            |      | I/P     | 9        | transportable Hausorgel und barocke (Continuo-)Orgel |
| 2019/2022       | Amersfoort                 | Sint-Joriskerk                                         |      | II/P    | 18       | Erweiterung der Chororgel von Metzler (1967, I/p/9) um ein Brustwerk und Pedalwerk |
| 2019–2020       | Zevenhuizen-Moerkapelle    | Gereformeerde Gemeente Moerkapelle                     |      | II/P    | 30       | unter Einbeziehung von 13 Registern der Vorgängerorgel von Pieter Flaes (1890) |